# Бабкин, Владимир
Владимир Бабкин (1921, Москва — 1991, Москва) — советский футболист (защитник).
Футболом увлёкся во время учёбы в московском авиаучилище, которое во время войны базировалось в Сызрани. На основе команды «Авиаучилище» была организована команда ВВС, за которую Бабкин выступал во второй (1946) и первой (1947) группах.
В первой группе провёл всего два матча: 5 октября против «Крылья Советов» (Куйбышев) (2:2) и 12 октября против «Торпедо» (Москва) (2:2).

## Достижения
Вторая группа СССР
- Победитель: 1946
- Серебряный призёр: 1945

## Клубная статистика
| Выступление      | Выступление      | Выступление      | Лига | Лига | Кубок | Кубок | Итого | Итого |
| Клуб             | Лига             | Сезон            | Игры | Голы | Игры  | Голы  | Игры  | Голы  |
| ---------------- | ---------------- | ---------------- | ---- | ---- | ----- | ----- | ----- | ----- |
| ВВС (Москва)     | вторая           | 1945             | —    | —    | —     | —     | 0     | 0     |
| ВВС (Москва)     | вторая           | 1946             | 11   | 0    | —     | —     | 11    | 0     |
| ВВС (Москва)     | первая           | 1947             | 2    | 0    | 1     | 0     | 3     | 0     |
| ВВС (Москва)     | Итого            | Итого            | 13   | 0    | 1     | 0     | 14    | 0     |
| Всего за карьеру | Всего за карьеру | Всего за карьеру | 13   | 0    | 1     | 0     | 14    | 0     |